# Товкачівка
Товкачі́вка — село в Україні, у Малодівицькій селищній громаді Прилуцького району Чернігівської області. Населення становить 615 осіб.
Село постраждало внаслідок геноциду українського народу, проведеного урядом СССР 1932—1933 та 1946—1947.

## Географія
Розташована на р. Галці, за 15 км від райцентру і за 9 км від залізнич. ст. Галка, за 4 км — колишнє село Петруші.

## Історія

### У складі Польщі
Вперше згадується 1629 як слобода, заснована у Чернігівському воєводсті Речі Посполитої. Оселена остерським шляхтичем Романом Товкачем гербу Котвич, що підтверджує люстрація Остерського староства за цей рік.

### Гетьманщина
1666 в селі налічувалося 29 дворів. Відомостей про подальшу історію села немає до початку 18 ст., коли воно належало до ратушних сіл. У 1717 тут налічувалося 102 двори, 1718 — 131 двір, 1729 — 213 дворів, 1740 — 103 двори, 112 хат, 1780 — 98 дворів, 130 хат.
Після обрання гетьманом Лівобережної України Данила Апостола (1727), до нього звернувся прилуцький полковник Гнат Ґалаґан з проханням віддати йому на ранг Товкачівку. Це прохання задоволене. Але незабаром гетьман скасував свій універсал про надання села Ґалаґану.
У 18 ст. Товкачівка — ратушне село, із 1730-х рр. — віддана на ранг Генеральному хорунжому Якову Горленку. 1770 Товкачівка перейшла до Завадовського.
Не пізніше 1764 року у селі була Покровська церква.

### Російська імперія
Найдавніше знаходження на мапах 1787 рік
Про село та його життя після скасування кріпацтва у 1861 році була опублікована стаття «Изъ села Товкачівки, підъ г. Прилукою» в першому україномовному часописі «Основа».
У 1862 році у селі володарському та козачому Товкачівка було 2 церкви, 2 заводи та 272 двори де жило 1486 осіб
У 1911 році у селі Товкачівка була Троїцька церква, земська та церковно-парафіївська школи та жило 2585 осіб

### Доба УНР та комуністичне лихоліття
З 1917 — у складі УНР. Частина товкачівців мобілізована до національного війська. У 1918 — в Українській Державі гетьмана Павла Скоропадського. З 1921 — стабільний комуністичний уряд.

### Звільнення від СССР
Станом на 1988 рік у селі — центральна садиба колгоспу «Комунар» (спеціалізація — молочне тваринництво, зернові, технічні культури), відділення зв'язку, середня школа, фельдшерсько-акушерський пункт, дитсадок, будинок культури на 250 місць, бібліотека.
У Товкачівці жив і працював український письменник Анатолій Шиян. На матеріалах з життя села він написав оповідання «Квіти».

## Політика

### Парламентські вибори, 2019
На позачергових парламентських виборах 2019 року у селі функціонувала окрема виборча дільниця № 740637, розташована у приміщенні будинку культури.
Результати
- зареєстровано 559 виборців, явка 61,00 %, найбільше голосів віддано за «Слугу народу» — 35,31 %, за Радикальну партію Олега Ляшка — 16,62 %, за Всеукраїнське об'єднання «Батьківщина» — 16,02 %[9]. В одномандатному окрузі найбільше голосів отримав Борис Приходько (самовисування) — 46,53 %, за Сергія Коровченка (самовисування) — 19,64 %, за Дмитра Пахомова (Слуга народу) — 9,37 %[10].

## Населення

### Мова
Розподіл населення за рідною мовою за даними перепису 2001 року:
| Мова       | Кількість | Відсоток |
| ---------- | --------- | -------- |
| українська | 781       | 97.38 %  |
| російська  | 20        | 2.49 %   |
| білоруська | 1         | 0.13 %   |
| Усього     | 802       | 100 %    |

## Освіта і культура
- Товкачівська середня загальноосвітня школа Прилуцького району. Адреса: 17541, с. Товкачівка, вул. Миру, 96
- Товкачівська сільська бібліотека-філіал Прилуцької ЦБС. Адреса: 17541 с. Товкачівка; вул. Миру, 94 «А»; Прилуцький район. Керівник: Буряк Людмила Володимирівна.

### Бібліотека
Дата заснування: 1923 — хата-читальня; 1940 — Товкачівська приклубна бібліотека; 1950 — Товкачівська сільська бібліотека; 1978 — Товкачівська сільська бібліотека-філіал Прилуцької ЦБС.
Бібліотека надає послуги: -ВСО; В тому числі платні послуги: -видача комерційної літератури та періодики.
Фонд бібліотеки — 10515.
Після війни в приміщенні сільського клубу розмістилися контора і бібліотека. Завідувачем клубу на той час був Хамко Микола Андрійович. У клубі були книги, збережені за роки війни, в кількості 100 екземплярів. М. А. Хамко був і бібліотекарем. Він працював безкоштовно, так як і М. І. Коваленко. В серпні 1960 року в бібліотеку прийшла працювати Ходосенко К. А.
Товкачівська сільська бібліотека плідно працює з будинком культури та школою. При бібліотеці створено два клуби за інтересами, дорослий «Фольклорний переспів» та дитячий «Театр — книги». Багато уваги приділяється роботі з молоддю. Робота націлена на відродження українських звичаїв та традицій, розвиток інтересу до культурної спадщини народу, залучення членів клубу до пошуків, популяризації краєзнавчого матеріалу, народної творчості, виховання у дусі патріотизму.

## Видатні земляки
- Макієнко Олексій Пилипович (1925—1952) — Герой Радянського Союзу, похований у с. Товкачівці[13]
- Михайлов Григорій Якович (1898—1938) — український письменник.
- Шишкіна-Онищенко А. М. — Герой соціалістичної праці.
- Халимоненко Григорій Іванович (5 травня 1941–2023) — український сходознавець-тюрколог і картвелолог, перекладач, критик, професор, доктор філологічних наук.
- Мирвода Ніна Миколаївна (1969) — співачка, сопрано, солістка Академічного ансамблю пісні і танцю Державної прикордонної служби України, Народна артистка України.
- Брачун Юрій Віталійович (1968—2024) — солдат збройних сил України,боєць 3ОШБР,загинув під час українсько-російської війни під Авдіївкою.

## Виноски
1. ↑  info2024
2. ↑  Чернігівщина: Енцикл. довідник. — К.: УРЕ, 1990. — С.800-801.
3. ↑  Зведений каталог метричних книг, клірових відомостей та сповідних розписів (укр.). Центральний державний історичний архів України, м. Київ (ЦДІАК України).
4. ↑  Зведений каталог метричних книг що зберігаються в державних архівах України  т.10, кн..1, ст. 116, 546 та 636 (PDF) (укр.). Український науково-дослідницкий інститут архівної справи та документознавства.
5. ↑  Карта частей Киевского, Черниговского и других наместничеств 1787 года. www.etomesto.ru. Процитовано 24 січня 2022.
6. ↑  Ромашка, Павло (Июль 1861). Изъ села Товкачівки під г. Прилукою // Основа: южно-русский литературно-ученый вестник. С.-Петербург: В типографии Н. Тиблена и комп. с. 13—17.
7. ↑  ИнфоРост, Н. П. ГПИБ | [Вып.] 33 : Полтавская губерния. - 1862. elib.shpl.ru. Процитовано 1 січня 2022.
8. ↑  Полтавский губерский статистический комитет. (1911). Список населенных мест Полтавской губернии, с кратким географическим очерком губернии (російською) . Полтава: Электроная типография Д.Н. Подземского Петровская улица собственый дом, 1912. с. 311 з  562.
9. ↑  Підсумки голосування на виборчих дільницях у загальнодержавному виборчому окрузі в межах ОВО № 210, Чернігівська область. Позачергові вибори народних депутатів України 2019 року.
10. ↑  Відомості про підрахунок голосів виборців на виборчих дільницях одномандатного виборчого округу № 210, Чернігівська область. Позачергові вибори народних депутатів України 2019 року.
11. ↑  Рідні мови в об'єднаних територіальних громадах України — Український центр суспільних даних
12. ↑   http://www.prcb.org.ua/index.php?option=com_content&view=category&layout=blog&id=6&Itemid=91
13. ↑  http://www.warheroes.ru/hero/hero.asp?Hero_id=7094